# Kodoku no Gourmet
Самурай-гурман (яп. 孤独のグルメ Кодоку но гурумэ) — серия японской сёнен-манги, написанная Масаюки Кусуми и иллюстрированная Дзиро Танигути. Адаптирована в серию японских телевизионных дорам и китайских веб-сериалов. Премьера 10 серийного ONA, снятых студией Production I.G, состоялась 5 июня 2017 года.

## Сюжет
Серия рассказывает о 60-летнем мужчине по имени Горо Иногасира (сэйю — Ютака Мацусигэ), вышедшем на пенсию и открывшем в себе любовь к еде. Он путешествует по Японии, посещая разные рестораны и уличные кафе, чтобы посмотреть местную кухню.

## Награды
В 2016 году манга была номинирована на Культурную премию имени Осаму Тэдзуки.